# 계마

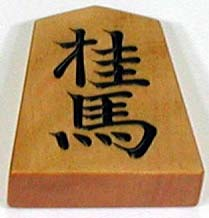
계마.

계마(桂馬)는 쇼기의 말 중 하나로 승격한 형태의 말은 성계라고 부른다.

## 행마
| ☆ |    | ☆ |
|   |    |   |
|   | 桂 |   |

| ○ | ○  | ○ |
| ○ | 圭 | ○ |
|   | ○  |   |